# Vittorio Di Pace
Vittorio Di Pace (Napoli, 13 giugno 1907 – Napoli, 21 maggio 2013) è stato un architetto italiano.

## Biografia
Figlio dell'ingegnere e costruttore Giuseppe, intraprese inizialmente nel 1922 la carriera militare e compì gli studi per tre anni alla Scuola militare Nunziatella e poi al IX Cavalleggeri, iscrivendosi quindi alla facoltà di architettura di Napoli appena inaugurata, e passando infine in quella di Firenze come allievo di Giovanni Michelucci.
Nel 1934 vinse il primo premio di scenografia ai Littoriali di quell'anno.
Dopo la laurea, conseguita nel 1937, si abilitò alla professione a Roma nel 1938 e si iscrisse all'Ordine degli Architetti con il numero 391, fino alla sua morte il più antico numero d'iscrizione.
Dopo la parentesi del secondo conflitto mondiale ove fu Ufficiale di Cavalleria del IV Reggimento Lancieri Aosta, riprese l'esercizio della professione, praticamente caratterizzando un secolo di architettura, dapprima a Napoli e poi in altre città d'Italia nonché all'estero, lavorando in Brasile, Venezuela, Costa d'Avorio e Bolivia.
Tra le sue opere giovanili un fabbricato residenziale a Roma in Via Monti Parioli (1939) e, nella città natale, il rifacimento della Sala dei Baroni presso il Castel Nuovo nel 1946, le vetrine delle gioiellerie de'Nobili, Knight e Trucchi e i negozi Concilio e Haas.
All'estero ha progettato varie strutture residenziali e firmato avveniristici progetti tra cui quello della città sospesa.
Decano della Scuola Militare Nunziatella, Senatore dell'Albo d'Onore dell'Ordine degli Architetti, ma anche scrittore, poeta e saggista, Di Pace firmò due saggi autobiografici restando sempre straordinariamente attivo anche dopo il significativo traguardo dei 100 anni di età, quando fu degnamente onorato dai colleghi della Facoltà di Architettura di Napoli. A 97 anni peraltro, ricordando l'architetto Michelucci scomparso centenario, disse Sto cercando di raggiungere il traguardo del mio maestro e chissà, magari riuscirò anche a superarlo.
Tra le sue più recenti realizzazioni la collaborazione con lo Studio 147, un progetto per il rifacimento di Piazza del Plebiscito, il progetto per la prima area metropolitana interetnica e cablata al mondo - presentato nel settembre 2009 nel corso del convegno "Sulla crisi della città: cause e rimedi" tenutosi a New York sotto la guida dell'urbanista Corrado Beguinot nella sede dell'ONU per la Fondazione Aldo Della Rocca e successivamente presentato anche al Campidoglio a Roma.
A marzo 2011, inoltre, prese parte ad un dibattito pubblico sulle Vele di Secondigliano ove discusse un progetto per destinazione d'uso di alcuni edifici a sede di biblioteca e centro studi.
In occasione del suo 104º compleanno alla Scuola Militare Nunziatella della quale era decano, espose il tema della città multietnica che lo appassiona negli ultimi anni e che, in previsione di una sostanziale modifica delle città del domani, impone da oggi la necessità impellente di progettare nuovi agglomerati urbani. A Napoli, secondo la sua tesi, l'area ideale sarebbe ai margini della zona Flegrea.
Agli auguri per i suoi 104 anni, li definì ottimisticamente i più belli perché danno inizio ai 105.
Nel 2012 gli fu conferito il "Premio Mediterraneo Architettura 2012" e, nel giorno del suo 105º compleanno, una targa ricordo e il crest municipale dal sindaco di Napoli Luigi De Magistris.
A 105 anni compiuti in straordinaria forma ed esercitando ancora la professione quotidianamente nel suo studio di Napoli, collaborò alla Fondazione Mediterraneo progettando alcuni elementi interni della sede, prese parte a convegni e dibattiti sia in Italia che all'estero, nonché a trasmissioni televisive, senza trascurare l'hobby della pittura, del disegno e della poesia.
Salvo smentite, è stato l'architetto più vecchio del mondo e fino a dicembre 2012 condivise questo primato con il quasi coetaneo, Oscar Niemeyer, notissimo suo collega brasiliano scomparso però pochi giorni prima di compiere 105 anni, essendo di sei mesi più giovane rispetto a Di Pace il quale peraltro, in occasione del suo 105º compleanno dichiarò: Niemeyer? È nato il 15 dicembre 1907 e io il 13 giugno. In confronto a me, quindi, è 'nu piccirillo.
A gennaio 2013 si recò a Dubai, negli Emirati Arabi, per impegni di lavoro, mentre a maggio partecipò a un convegno a lui dedicato, promosso da Corrado Beguinot e dalla Fondazione Aldo della Rocca all'Istituto universitario Orientale sul tema della Città interetnica, oggetto di uno dei suoi ultimi progetti.
È morto la mattina del 21 maggio 2013, poche settimane prima del 106º compleanno del quale stava già preparando i festeggiamenti.

## Opere
- Napoletani in Brasile, Fiorentino 1991
- Dall'Ottocento al 2000 una cavalcata attraverso tre secoli, Napoli 1994